# Clearly Love
A Clearly Love Olivia Newton-John 1975-ben megjelent folk és country stílusú stúdióalbuma.

## Az album ismertetése
A jóval inkább a folk mintsem a klasszikus country jegyeit viselő album egy kivétellel lassú, balladisztikus, nyugalmat árasztó dalokból áll. Nyitó száma a Something Better to Do egy  jellegzetes nagyvárosi folk dal, ezt követi a szinte álmosítóan lassú, balladisztikus Lovers. A harmadik dal az Kaliforniába érkezésekor két hónapos kölyökként kapott, a lemez készítésekor is még nagyon fiatal és játékos Jackson nevű kutyájának szól, címe Slow Down Jackson, a  dal Astrud Gilberto lassú dalainak stílusára emlékeztet. A country és a folk határán mozog a kissé gyorsabb ritmusú He's My Rock,, ezt követi az album két legszebb balladája a Sail Into Toomorrow és az éteriesen tiszta hangzású Crying, Laughing, Loving, Lying. A lemez címadó dala az áradó dallamú Clearly Love, majd a lemez leginkább country stílusú dala, a Let It Shine következik. A lemez egyetlen gyors tempójú dala az ismert és sokak által elénekelt, ötvenes évekbéli Summertime Blues, Eddie Cochran szerzeménye. Az ezt követő Just A Lot Of Folk ismét egy lassú folk dal. A lemez utolsó száma a Neil Diamondtól és a Hollies együttestől korábban már hallott, közismert He Ain't Heavy... He's My Brother. Noha album dalaiból nem készült klip, az önálló videóklip műfaj akkoriban gyakorlatilag még nem létezett, a Let It Shine dal John Denver country és folkénekes 1975-ös karácsonyi tévéműsorában látható, melyben Olivia egy havas tájon lovagol. Az album producere és néhány dalának szerzője John Farrar volt.

## Érdekesség
A zene történetében ritka, hogy egy előadó a kutyájáról énekeljen dalt. A kora gyermekkorától az állatokért rajongó, egy időben állatorvosnak készülő Olivia Amerikába érkezésének napján kapta Jackson nevű, akkor hat hetes ír szetter kutyáját, melyet úgy kellett becsempésznie a szállodába, majd távozáskor némi kártérítést is kellett fizetni a kisebb balesetekért. Olivia malibui ranchán egy időben kilenc kutya, négy ló és jó néhány macska lakott. Jackson 17 évet élt, 1992 körül pusztult el. Cat Stevens és Lobo is énekelt dalt a kutyájáról I Love My Dog ill. Me and You and a Dog Named Boo címmel.

## Az album dalai
„A” oldal
- Something Better to Do (John Farrar)
- Lovers (Mickey Newbury)
- Slow Down Jackson (Michael Brourmann & Karen Gottlieb)
- He's My Rock (S.K. Dobbins)
- Sail Into Tomorrow (John Farrar)

„B” oldal
- Crying, Laughing, Loving, Lying (Labi Siffre)
- Clearly Love (Diane Berglund & Jim Phillips)
- Let It Shine (Linda Hargrove)
- Summertime Blues (Eddie Cochran & Jerry Capehart)
- Just A Lot Of Folk (The Marshmallow Song) (Diane Berglund & Jim Phillips)
- He Ain't Heavy... He's My Brother (Bobby Scott & Bob Russell)

## Helyezések
- Album - USA: No.12., Ausztrália: No.26., Japán: No.3.
- Let It Shine - Billboard AC lista: No.1., Billboard Hot Country lista: No.5., Billboard Hot 100: No.30., Kanada AC lista: No.10., Kanadai country lista: No.12., Kanada Top Singles: No.17.
- Something Better To Do -  Billboard AC lista: No.1.,  Billnoard Hot 100: No.13., Country lista: No.19., Új-Zéland: No.40, Kanada Top Singles: 26. Kanada AC lista: No.,1.

## Kiadások
- UK LP: EMI Records EMA-774
- USA CD: MCA MCAD-31111
- USA LP: MCA MCA 37061
- Japán LP: Toshiba-EMI EMS-80366
- Német LP EMI 0C062-97037
- Ausztrál LP: Interfusion L-35704